# Michelle Salzman
Michelle Salzman, nata Hisle (Texas, 5 luglio 1977), è una politica statunitense.

## Biografia
Nata in Texas, Michelle Hisle è cresciuta a Pensacola, in Florida. Dopo essersi diplomata al liceo a 17 anni, nel 1995, si è arruolata nell'esercito statunitense, prendendo parte alle truppe della NATO in Bosnia. "Era una modo per fuggire di casa", ha detto.  Suo padre era un alcolizzato e sua madre era diventata dipendente dagli oppioidi quando lei era alle medie.  Si è sposata nell'esercito, ma si è separata dopo aver avuto due figli. È tornata a Pensacola dove è diventata una spogliarellista  per mantenere la famiglia e alla fine è stata in grado di acquistare una residenza. È tornata anche a scuola per ottenere la laurea in scienze applicate al Pensacola State College. Inoltre consegue un'altra laurea in economia aziendale presso l'Università della West Florida.
Entra in politica, candidandosi alla Camera della Florida per il seggio di novembre della Contea di Escambia, dove risiede, riuscendo a vincere.

## Vita privata
Si sposa due volte: dalla prima ha due figli mentre dalla seconda, con Phil Salzman, ne ha un terzo.